# Municipio El Carmen Rivero Tórrez
Das Municipio El Carmen Rivero Tórrez (auch: Carmen Rivero) ist ein Verwaltungsbezirk im Departamento Santa Cruz im südamerikanischen Anden-Staat Bolivien.

## Lage im Nahraum
Das Municipio El Carmen ist eines von drei Municipios der Provinz Germán Busch und umfasst die nördlichen Bereiche der Provinz. Es grenzt im Norden an die Provinz Ángel Sandoval, im Westen an die Provinz Chiquitos, im Südwesten an die Provinz Cordillera und im Süden und Osten an das Municipio Puerto Suárez.
Das Municipio erstreckt sich zwischen etwa 17° 47' und 19° 00' südlicher Breite und 57° 45' und 59° 18' westlicher Länge, seine Ausdehnung von Westen nach Osten beträgt bis zu 150 Kilometer und von Norden nach Süden bis zu 140 Kilometer.
Das Municipio umfasst 22 Gemeinden (localidades), der zentrale Ort des Municipios ist die Stadt El Carmen Rivero Tórrez mit 2910 Einwohnern (Volkszählung 2012) im südlichen Teil des Municipios.

## Geschichte
Die Region El Carmen ist seit dem Jahr 1938 besiedelt. Das Municipio El Carmen wurde per Gesetz vom 23. September 1999 als 3. Sektion der Provinz Germán Busch eingerichtet, indem die nördliche Hälfte des bisherigen Municipio Puerto Suárez abgeteilt wurde.

## Geographie
Das Municipio El Carmen liegt im bolivianischen Tiefland am Rande des Pantanal, einem der größten Binnenland-Feuchtgebiete der Erde. Das Klima ist subtropisch und weist nur in den Wintermonaten eine kurze Trockenzeit auf.
Die mittlere Durchschnittstemperatur der Region liegt bei etwa 26 °C (siehe Klimadiagramm Puerto Suárez) und schwankt nur unwesentlich zwischen 22 und 23 °C im Juni und Juli und 28 bis 29 °C von Oktober bis Februar. Der Jahresniederschlag beträgt knapp über 1000 mm, mit Monatsniederschlägen von weniger als 30 mm im Juni und August und einer ausgedehnten Feuchtezeit von November bis März mit jeweils über 100 mm Monatsniederschlag.

## Bevölkerung
Die Einwohnerzahl des Municipios ist zwischen 1992 und 2024 auf das Doppelte angestiegen:
| Jahr | Einwohner | Quelle       |
| ---- | --------- | ------------ |
| 1992 | 4301      | Volkszählung |
| 2001 | 4894      | Volkszählung |
| 2012 | 6342      | Volkszählung |
| 2024 | 8731      | Volkszählung |

Die Bevölkerungsdichte des Municipios bei der letzten Volkszählung von 2024 betrug 0,8 Einwohner/km², der Alphabetisierungsgrad bei den über 15-Jährigen war von 88,5 Prozent (1992) auf 93,0 Prozent angestiegen. Die Lebenserwartung der Neugeborenen im Jahr 2001 betrug 68,5 Jahre, die Säuglingssterblichkeit lag bei 5,5 Prozent.
97,1 Prozent der Bevölkerung sprechen Spanisch, 1,0 Prozent sprechen Quechua, 0,6 Prozent Aymara, 0,3 Prozent Guaraní, und 6,5 Prozent andere indigene Sprachen. (2001)
63,3 Prozent der Bevölkerung haben keinen Zugang zu Elektrizität, 19,0 Prozent leben ohne sanitäre Einrichtung (2001).
66,1 Prozent der 927 Haushalte besitzen ein Radio, 16,3 Prozent einen Fernseher, 29,8 Prozent ein Fahrrad, 1,7 Prozent ein Motorrad, 9,3 Prozent ein Auto, 10,9 Prozent einen Kühlschrank, und 2,7 Prozent ein Telefon. (2001)

## Politik
Ergebnis der Regionalwahlen (concejales del municipio) vom 4. April 2010:
| Wahl- berechtigte |  | Wahl- beteiligung | gültige Stimmen |  | FA     | MAS-IPSP | ASIP   | R.O.N.I. |
| ----------------- |  | ----------------- | --------------- |  | ------ | -------- | ------ | -------- |
| 2.163             |  | 1.905             | 1.684           |  | 766    | 588      | 233    | 97       |
|                   |  | 88,1 %            | 88,4 %          |  | 45,5 % | 34,9 %   | 13,8 % | 5,8 %    |

Ergebnis der Regionalwahlen (elecciones de autoridades políticas) vom 7. März 2021:
| Wahl- berechtigte |  | Wahl- beteiligung | gültige Stimmen |  | CREEMOS | MAS-IPSP | UNIDOS  | ASIP   | SOL    | MNR    |
| ----------------- |  | ----------------- | --------------- |  | ------- | -------- | ------- | ------ | ------ | ------ |
| 3.750             |  | 3.107             | 2.764           |  | 1.205   | 893      | 600     | 30     | 23     | 13     |
|                   |  | 82,85 %           | 88,96 %         |  | 43,60 % | 32,31 %  | 21,71 % | 1,09 % | 0,83 % | 0,47 % |

## Gliederung
Das Municipio El Carmen Rivero Tórrez untergliedert sich in die folgenden beiden Kantone (cantones):
- Cantón El Carmen – 11 Vicecantones – 20 Gemeinden – 4.485 Einwohner (2001)
- Cantón Santa Ana – 2 Vicecantones – 2 Gemeinden – 409 Einwohner

## Ortschaften im Municipio El Carmen Rivero Tórrez
- Kanton El Carmen
  - El Carmen Rivero Tórrez 2.910 Einw.

- Kanton Santa Ana
  - Santa Ana de Chiquitos 158 Einw.